# Xystrocera skeletoides
Xystrocera skeletoides är en skalbaggsart som beskrevs av Stefan von Breuning 1957. Xystrocera skeletoides ingår i släktet Xystrocera och familjen långhorningar.
Artens utbredningsområde är:
- Kenya.
- Malawi.

Inga underarter finns listade i Catalogue of Life.